# Folkeminde
Folkeminde (engelsk: folklore) er en fællesbetegnelse for folkelige trosforestillinger, ritualer, skikke og fester ved årets og livets højtider, eventyr, vandrehistorier, sagn og andre overleverede fortællinger, folkeviser og andre viser, sanglege, rim og remser, gåder og ordsprog, folkemusik og folkedans. Mens 1800-tallets folkemindesamlere indsamlede folkeviser, festtraditioner og overtro, indsamler vor tids kulturforskere nutidige vandrehistorier, gruppenormer, kærlighedsidealer og fodboldsange.
"Folkemindeforskning" og "folkemindeforskere" er det samme som "folkloristik" og "folklorister".

## Definition og afgrænsning
Folkeminder er levn af ældre tiders åndsfrembringelser og kultur, der er mundtligt overleveret fra slægt til slægt, især inden for de ikke boglig dannede klasser. Hertil regnes først og fremmest folkedigtningen, folketro og gamle skikke. I videste betydning omfatter folkeminder tillige folkets livsvilkår og folkets karakter og tænkemåde, som de træder frem i alle forhold. Af disse overleveringer findes der spredte, større eller mindre optegnelser fra tidligere tider, skabt af æstetiske eller historiske hensyn fx folkevisesamlinger, sagn i historiske skrifter, men den planmæssige Indsamling og frem for alt den videnskabelige bearbejdelse er først fremkommet i det 19. århundrede. Som dens begyndelse regnes gerne Brødrene Grimms eventyrsamling fra 1812 og Jacob Grimms "Deutsche Mythologie" fra 1835. Dens udvikling er gået hånd i hånd med en række andre historiske videnskaber, ofte stærkt påvirket af dem. Folkemindeforskningen falder i to hovedretninger, en granskning af folkedigtningen, der hænger sammen med filologien og den almindelige litteraturhistorie, og en kulturhistorisk-religiøs behandling, der skyldes indflydelse fra etnografi og antropologi.
Navnet på denne videnskab og dens emne er forskellig hos flere folkeslag. I England bruges ordet folklore (og folklorist i betydningen folkemindeforsker); det blev af sin opfinder, Mr. Thoms i 1846, betegnet som "den oldforskning, der omfatter alt henhørende til gammel sæd og skik, til almuens forestillinger, tro, overleveringer og overtro" — en definition, der ret ensidig dvæler ved kultursiden. En ulempe ved ordet er, at det både betegner stoffet og videnskaben. I de romanske lande har det engelske ord fået en vis udbredelse ved siden af den hjemlige betegnelse som "folkeoverleveringer" (fransk: traditions populaires; les traditionistes i betydningen folkemindeforskerne). I tysk og nederlandsk oversættes det ved volkskunde (jævnfør völkerkunde = etnografi). I Norden er det af Svend Grundtvig dannede folkeminde det mest udbredte navn.

## Folkedigtning
Folkedigtningen (herunder medregnet alle overleveringer i en fast mundtlig form) udgør en overvejende del af folkemindelitteraturen. Hvad man begrebsmæssig skal forstå ved folkedigtningen, er vanskeligt at afgøre. Den ældste tids stærke sondring mellem "kunstdigt" som enkeltmandsværk og "folkedigt" som ytring af den over hele folket spredte digteriske kraft lader sig ikke mere hævde så stærkt. Sikkert er det dog, at en overordentlig stor mængde folkedigtninger har fået deres skikkelse, ikke blot fremstilling, men også komposition, idet slægt på slægt har gjort sine ændringer; og fx for mange af de danske folkeviser kan det påvises, at selv indgribende omdannelser er blevne til lidt efter lidt, idet den ene sanger har føjet lidt til den andens nydigtning. På den anden side kan det ikke nægtes, at mange andre viser (fx historiske) i alt væsentligt er en enkelt mands tankeværk, uden at vi derfor kan udslette dem af folkedigtningen.
Den mundtlige overlevering med stadig adgang til fornyelse af det sproglige udtryk er da det, der mest iøjnefaldende adskiller den fra kunstpoesien. Visse digteriske særheder er også, dog med ret stort spillerum for de forskellige folkestammer, kulturer og arter af overlevering, fælles for al folkedigtning; således den objektive, sædvanlig korte beretning med forkærlighed for direkte tale, med gentagelser og med visse stående vendinger. Reglerne for komposition har man i nyere tid betegnet som "folkedigtningens episke love".

## Folkesagn
Folkesagnet er den kortere fortælling om en begivenhed, der af fortælleren opfattes som virkelig foregået. Det søger troværdighed ved altid at nævne den som hændt for en navngiven mand (levende eller død), eller på et navngivet sted, der er velkendt af sagnmanden og hans tilhørerkreds. I mange tilfælde forevises en ting, der har sin oprindelse fra denne begivenhed (fx et bæger, der menes at være ranet fra troldene), eller der udpeges et naturforhold eller et navn, der er opstået ved denne lejlighed. Denne tilknytning til virkeligheden er sagnets "stedfæste"; til det egentlige stedfæste hører, at det ydre minde menes at være opstået ved selve begivenheden. Sagnenes indhold er først og fremmest oplevelser af den mennesket omgivende overnaturlige verden, især menneskenes forhold til naturvæsenerne, og i sparsommere mål erindringer om selve menneskelivet. Den troværdighed, som fortællerne tillægger deres sagn, er i høj grad ufortjent.
For de fleste sagn, de overnaturlige, ligger oprindelsen utvivlsomt i mangelfuldt opfattede naturbegivenheder, som enten af selve opleveren eller eftertiden modtager en digterisk form. Og den stedbundne overlevering, hvorpå fortællerne støtter sig, viser sig at være mindre pålidelig, da den samme begivenhed efter forskellige egnes eller landes overleveringer kan være foregået 100 forskellige steder: stedfæste hører med til sagnets liv som troværdig fortælling, og derfor må det frembringes på ny, hver gang sagnet når til en ny egn. Også indholdet kan omdannes ved at gå fra mund til mund; men her viser det sig dog, at den givne handling (det episke stof) har en overordentlig sejhed, som udbredelsen i rum kun svagt kan indvirke på, og som forskellen i tid undertiden slet ikke angriber. Fx har man hos bønderne på Kreta genfundet det gamle sagn om Achilleus’ fødsel uforandret; og de enkelte optrin i Odysseen i kyklop-eventyret genfindes som folkesagn i de fleste egne af Europa. Denne fasthed i den episke gang, som vi i det enkelte kan kontrollere ved forskellige egnes optegnelser af samme sagn, sætter os i stand til at granske de enkelte sagnbegivenheder. De falder i to grupper:
1. De der tjener til forklaring af et eller andet påfaldende forhold (ophavssagn, ætiologiske sagn). Når folket ser en klippe, der minder om menneskelig skikkelse, gætter det, at det har været et stort menneskeligt væsen, der er blevet til sten; når det ser en række klippeblokke ligge jævnsides ud i elven, gætter det, at her har været en stor kæmpe, der begyndte at bygge sig en bro; og hvor en stor sten ligger på flad mark, gætter det, at en vældig kæmpe må have kastet den derhen. Og med en kombinationsevne, der ikke holdes igen af nogen videnskabelig kritik, fortsætter folket sin fantasivirksomhed, indtil det finder de bestemte, individuelle træk: stenkæmpen har været en nattrold, der døde ɔ: blev til sten, da solen skinnede på ham. Kæmpen ved elven ville bygge bro over til sin kæreste på den anden side; den henkastede sten stammer fra en kæmpe, der ville ødelægge den gård, som stenen ligger nærved, men traf fejl. Således er ud af naturgætningen den individuelle fortælling, sagnet, opstået. Disse sagn kan naturligvis dannes på ny, så længe mennesker på et barnligt kulturtrin stedes over for påfaldende naturoptrin, og de enkelte grundmotiver (fx den forstenede trold) optræder i en mangfoldighed af særformer efter det enkelte steds natur, fx trolden, der fiskede for længe og nu står forstenet på kysten med to sæler hængende på ryggen og en på brystet. Dog findes også i disse natursagn en vandring eller efterligning af sagn fra sted til sted, uden at det dog kan fastslås, hvor meget der er lånt, og hvor meget der er dannet uafhængig på flere steder ud fra samme åndelige forudsætninger.
2. De folkesagn, der blot viser folketroens væsener i en karakteristisk handling, kan ikke på samme måde henføres til naturforklaring; men vi kan i enkelte tilfælde påvise, at de har udviklet sig af ligefremme natursagn. Således har vi sagnene om stormjægerens jagt efter skovjomfruen i en hel udviklingsrække, lige fra den naturforklarende fortælling, at hun kommer i den lille hvirvelvind foran stormen (die Windsbraut), han følger så efter i selve stormens brag og vælde, og indtil det, hvor "Kong Volmer" beder en bondekarl at holde hans hunde og lidt efter kommer tilbage med den dræbte "ellekvinde" hængende over sadlen. Men, vel at mærke, sagnet om Kong Volmers jagt efter ellekvinden er nu ikke noget natursagn; det er formet (og fortalt videre) ud af fantasiens trang til at se de anede naturvæsener i en bestemt for dem ejendommelig handling. Andre sagn har i endnu højere grad et blot sjæleligt udspring, fx synes flugt for trolde at have sit udspring i den paniske skræk ved at være ene i naturen.

Sagnenes alder er vanskelig at fastsætte, men det er i hvert fald klart, at de har deres oprindelse i en meget tidlig tids naturbetragtning ("det mytiske tænkesæt"). For så vidt denne primitive sagnverden i tidens løb har modtaget bidrag fra den olympiske gudekreds, fra Asalæren og så videre, må man anerkende, at den i høj grad har strøget denne indflydelse af sig; og selv af kristendommen er størstedelen af sagnstoffet uberørt eller kun svagt påvirket. Hermed er det dog ikke givet, at hvert enkelt sagn er så gammelt; det kan jo være nydigtet i overensstemmelse med den nedarvede tro. Endnu mindre er det nødvendigt, at hvert sagn er ældgammelt på hvert sted. Sagnet om nøkken (eller djævelen), der i dansen hvirvler en jomfru ned i åen, er fremmed i det fuldt stedfæstede danske sagnstof og tilhører først den middelalderlige og nyere tids danseraseri. Et yndlingssagn fra den græsk-romerske oldtid, om skovtrolden (Silén), der blev fanget ved at hælde vin i brønden, går i Tyskland ikke længere mod nord end vinavlen og er sikkert først indvandret med vindyrkningen i den romerske kejsertid. Ellers frembyder mødet mellem mennesker og skovtrolde nogle af de vistnok ældste sagnemner: manden, der kalder sig "Selv" eller "Ingen" og dernæst stikker branden i øjet på trolden (almindeligt som europæisk folkesagn, gjort kunstig i Odysseen), og om manden, der hørte en stemme råbe til sig om at bringe det budskab, at Store Pan eller Troldekongen var død.
Med sagn om mennesker (historiske sagn) forholder det sig i mange måder ligesom med sagnene om overnaturlige væsener. Men vekseldriften er langt stærkere. Hvert slægtled ejer et minde om de nærmest henfarne slægters færd omtrent 50—100 år tilbage i tiden; selve familieminderne rækker ofte længere; for flere danske storbondeslægter til svenskekrigene i det 17. århundrede, for renæssancens danske adelsmænd til dronning Margrete I’s tid og undtagelsesvis længere; Islændingene kunne i det 12. århundrede under særligt gunstige forhold skrive en Landnamsbog, der nåede 2—300 år tilbage. Men ud over det brister den egentlige historiske bevidsthed, og få karakteristiske sagn bliver tilbage og kan tilsammen danne et historisk billede, som kun meget ufuldkomment gengiver virkeligheden. Og selv disse tabes let i tidens løb: det 16. århundredes skæmtende sagn om Valdemar Atterdag er afløste af lignende om Christian IV. Alt imens det virkelige historiske stof udtyndes, vokser sagnmængden på samme måde som ved de overnaturlige væsener.
Sagn opstår til forklaring af naturfænomener eller navne. Om Sørup Kirke i Angel fortælles det, at den nordre side af kirken er smukkere bygget end den søndre, skønt mesteren selv havde bygget den søndre og hans svend den nordre; i ærgrelse derover slog mesteren svenden ihjel ved den bro tæt ved, der nu kaldes Arkelspang efter deres to navne Arkel og Spang. Dette sagn beror sikkert på en mistydning; thi spang er det gamle, nu uddøde ord for bro. Ligeledes de friere poetiske sagndannelser trænger ind som virkelig historiske; enkelte af dem optræder så hyppig, at de betegnes som "vandresagn", fx om herremanden, der tog sin egen jord i støvlerne, da han ville sværge sig bøndernes jord til; om hæren, der skar grene og så ud som en gående skov, og så videre.
Folkesagnet er den simpleste form for fremstilling, og den er mere end nogen anden digtart menneskeåndens førstehåndsbearbejdelse af alt det omgivende stof. En stor del af, hvad vi efter dets form nævner som "sagn", kan vi efter dets indhold betegne som "myte"; men som myte betegnes tillige en mængde fortællinger om guddommelige væsener, der ikke knytter sig til den jordiske virkelighed. Som en fuldstændig førstehåndsbearbejdelse af den virkelige verdens stof kan folkesagnet dog ikke betegnes. Det er næppe udelukket, at den mere udviklede og fra naturen skilte myte vil kunne synke ned til folkesagn; og ganske sikkert har heltedigtningen aflejret sine rester som simple sagn.

## Heltedigtning
Heltedigtningen adskiller sig fra folkesagnet ved sin form, idet den kan være i prosa eller i vers, og ved sin bygning, idet den omfatter talrigere optrin med fyldigere fortælling. Men den henter sit stof af den samme verden som folkesagnet (både af den historiske og mytiske) og for en stor del ud af folkesagnene ved at sammenkæde deres optrin til en længere fortælling. Endvidere har den tilknytning til menneskelivet, idet dens personer altid opfattes som de nulevende menneskers, især høvdingslægters forfædre; og helteoverleveringen omgiver sine personer og optrin med en mængde af (oprindelige eller) nylavede stedsagn. Heltesagnet vokser derved sin ubevidste eller halvbevidste vækst; men ved siden deraf er der et stærkt personligt og tidshistorisk moment. Digterne tager fortællinger fat til ny fremstilling på rigere og interessantere måde end deres forgængere; den fri opfindelse af et stof eller det vilkårlige lån andetsteds fra er til en vis grad tilladt. Digteren og hans tilhørere udgør ikke så meget folkets brede lag som de højbårne mænd og kvinder, der udtrykker deres tidsalders ejendommelighed; og stoffets mere omfattende og ubestemte karakter tillader, at det ved udskydning eller ændring bringes i en vis overensstemmelse med samtidens begreber om ret og skønhed.
Dette forhold til kulturspidserne gør, at heltedigtningen ikke har kunnet leve ned til vore dage; den giver plads for skrevet litteratur med de mangfoldige kunstformer. Således som heltedigtningen foreligger hos forskellige folk, viser den ulige udviklingstrin. I finnernes kvad har vi det trin, hvor de besungne optrin kan føjes til hinanden: to, tre eller fire, efter som sangeren lyster, og de udmalende eller lyriske partier kan efter behag tilføjes eller udelades (først en videnskabsmand i det 19. århundrede har sammenarbejdet dem til et epos "Kalevala"). Nordboernes Eddakvad og lignende digte danner derimod et begrænset og behersket hele, hvor dog flere kvad kan fortsætte et og samme heltelivsløb. Endelig opstår af den episodiske digtning de samlede, bredt fortællende episke digte med det bestemte indhold, først hos grækerne (de homeriske digte), siden hos englænderne (Beovulf) og i middelalderlig form hos franskmændene (Karl den Stores sagnkreds) og tyskerne (Nibelungenlied, Kudrun). En ejendommelig nordeuropæisk form er heltedigtning i prosa med enkelte optrin i vers, især i de mere lyriske partier. Tidligst møder den i irernes digtning fra Cuchulinn- og Fingal-sagnkredsene, endvidere i de norsk-islandske heltesagaer om vikingetidens Ragnar Lodbrog, Orvarodd med flere og om de to konger Olaf og deres mænd, og endelig i en ejendommelig form i den islandske ættesaga, der til sidst fæstnes som fuldt udviklet litteraturform. En Vladimir-visekreds dannedes om russernes første kristne konge; derimod blev det ved tilløbene dertil ved el Cid, Valdemar den Store og Robin Hood.

## Folkeeventyr
Folkeeventyret adskiller sig fra folkesagnet ved den længere (mere sammensatte og ofte mere udmalende) fortælling, rig på usandsynlige begivenheder og uden forsøg på at gøre dem troværdige ved stedfæste. Eventyret har en forkærlighed for de ganske dagligdags navne eller de blotte standsbetegnelser: enkesønnen (i skotsk og norsk), askeblæseren, "der var engang en konge", en gammel soldat. Og hos de europæiske kulturfolk findes en bevidst skæmten med dets troværdighed, når fortælleren til slut giver en spøgende bemærkning om, at han selv var med ved kongesønnens bryllup eller lignende. Hos lavere stående folkeslag møder man dog ganske de samme digtninger som en art heltesagn.
Eventyrene viser en større udbredelse end nogen anden folkedigtning. Grundstammen af folkeeventyr er hos alle europæiske folk een og samme; enkelte digtninger kan følges videre over store dele af Asien og Afrika. Forholdet til steder og personer binder dem aldrig. Forskel i sprog danner ganske vist en adskillende mur, men den kan på mange måder overstiges: rejsende købmænd og grænseegnenes jægere har stadig bragt ny eventyr til hjemmet. Eventyrets religiøse forestillinger er enten ubestemte eller lader sig lempe efter hvert folks myteverden; det eventyr, der i Norden fortælles om Odin, Høner og Loke, ligner påfaldende et fra Kaukasus om 3 hjælpsomme dyr. Og selv om en given tids kultur spejler sig deri, kan dog i de fleste eventyr samfundsforhold og forestillinger ændres efter omgivelserne. Digtningen vandrer med stor lethed til nabofolk på samme trin eller på et lavere trin i udvikling (fra nordmændene til lapperne, fra portugiserne til sydafrikanske negre).
Når vi taler om, at de samme eventyr genfindes i flere lande eller verdensdele, så mener vi dermed ikke blot, at visse træk findes igen i de forskellige egne, thi dette kan bero på, at flere folk ejer levninger af samme primitive religiøse eller etiske forestillinger, eller det kan bero på et svagere lån i forbifarten, uden at eventyret derfor er det samme. Men vi kræver, at en hel række af begivenheder skal være fælles, og at disse optrin ikke skal fremgå som selvfølgelige ud fra et givet forhold mellem de optrædende personer. Således som digtningene foreligger i europæisk form, er de ofte sammensatte af højst forskellige elementer, ikke sjælden af 2 historier, der er kædede i hinanden. Således beretter første del af "Hans med Guldhåret" om hans tjeneste hos trolden, anden del om, at han vinder kongedatteren. Første del af "Vildering Kongesøn og Misseri Mø" fortæller om, hvorledes kongesønnen ved den snilde og tryllekyndige piges hjælp kommer ud af troldeboligen, anden del om, at han trods sit løfte glemmer hende og må vindes af hende på ny. Man kan se, hvor fast denne forbindelse af de forskellige afsnit har været for de folkelige eventyrfortællere: over så godt som hele Europa optræder "Vildering Kongesøn og Misseri Mø" med disse to afsnit; uden for Europa møder vi derimod kun det første, Flugten for Trolden. Heraf kan sluttes, at dette eventyr på et eller andet sted i Europa har fået den nu gængse form. I det hele kan vi sige, at denne mangfoldighed i handling og skiften af skueplads udmærker en stor del at den europæiske eventyrform, men i langt ringere grad kræves af lapper eller negre.
Til de egentlige eventyr hører som regel den overnaturlige verden: kamp med trolde for at befri kongedatteren eller list for at bringe sig selv ud af deres magt; overnaturlige hjælpere (dyr, afdøde, guder); elskovsforhold mellem et menneske og et overnaturligt væsen; eller forløsning af dyreham. Men også en del fortællinger uden disse træk må efter deres hele art høre med blandt eventyrene: om pige eller karl af ringe stand, der bliver gift med kongesøn eller prinsesse, eller om kamp mod den een gang bestemte skæbne. Til et andet og yngre lag hører de mere novelleagtige: kærlighedshistorier og skæmtende historier.
Stoffet i eventyrene (ɔ: de enkelte træk, hvoraf de er opbygget) synes ved første øjekast at være udslag af en tøjlesløs fantasi. Men den, der sysler nærmere med folkedigtning, vil let opdage, hvor snæver plads der er til enkeltmands opfindelser. Og om de eventyrlige træk ved vi, at de i mange tilfælde også lever i samtidens tro; og om en uhyre stor mængde af deres sælsomheder, måske om dem alle, kan vi sige, at de virkelig har plads i en del af menneskehedens religiøse forestillinger eller naturopfattelse. Når fx i et eventyr en moder dør, men genfødes som en kalv, der er datterens ven og, da kalven slagtes, vokser op som træ på dens gravsted og giver pigen (Askepot) gaver, — så er det levninger af en meget udbredt sjæletro. Blandingen af forældet og endnu gængs overtro giver eventurene en egen verden, hævet over den daglige, og hvor livet går efter det overnaturliges egne — poetiske — naturlove. Men ikke blot dets enkeltheder er lånte; både folkesagn og heltedigt afgiver deres episke stof, ja kan udgøre det egentlige tømmerværk i en eventyrdigtning. Det europæiske eventyr om "Fostbrødrene" er således det græske heltesagn om Perseus, Andromedas befrier og Gorgos drabsmand, tilsat med andre eventyrmotiver (tvillingbrødrene og livstegnene). Også et andet eventyr er opstået af Andromeda-befrielsen, idet "Ridder-Rød"-skikkelsen blev vævet ind i handlingen.
De ældste eventyroptegnelser er ægyptiske papyrushåndskrifter fra før 2000 og fra det 14. århundrede f.Kr. Fra den græske oldtid har vi — foruden talrige beslægtede behandlinger inden for heltedigtningen — Psyke-eventyret og enkelte andre. I Indien sammenarbejdedes af buddhistiske pædagoger eventyr til en række i hinanden kædede fortællinger med moraliserende tendens; den mærkeligste er "Fembogen" eller »Pantsjatantra«, hvis oprindelige affattelse ligger mellem 200 år før og 600 år e.Kr. Af Østerlandenes mere poetisk-novellistiske Samlinger er "Tusind og en Nat" den berømteste. I Europas middelalder indvirker eventyrene stærkt på littaturen: den franske romantiske digtning er et stort gemmested for sådanne træk; den irske, islandske og danske heltedigtning har meget af samme art (Saxos "Sigrid og Øder" er en forfinet omdannelse af Psyke-eventyret i en særlig form, "Det nedbrændte Lys"). Af skæmtende fortællinger blev en del optagne i latinske morskabsbøger. Egentlige eventyropskrifter forekommer først i nyere tid; og først lidt efter lidt overvinder samlerne lysten til at lave egne noveller ud af eventyrene: Straparolas samling fra 1550, Basiles "Pentamerone" (1637), Perraults "Gåsemors historier" (1697) og Musæus’ "Volksmärchen" (1782) er en række udviklingstrin, indtil Brødrene Grimm i 1812 optog selve almuens fortællinger og derved skabte en bog, der overgik alle de tidligere ("Kinder- und Hausmärchen"). Den efterfulgtes af lignende samlinger i andre lande og nu over hele verden.

## Folkeviser
Folkesange omfatter alle de digtninger, der foredrages i sang: de større heltedigte, de mindre fortællende digte (viser) og de lyriske enkeltstrofer eller småsange, også vekselsange, endvidere hvad der kan samles under et fælles navn, smådigtningen: børnerim, sanglege, hyrdemelodier og lignende. I daglig tale bruges folkesange tillige om de digte, der er skrevne med folkets lavere klasser for øje og tilegnede af dem (almueviser), og overhovedet om ethvert digt, der har fået en særlig stor udbredelse. Af disse er folkevisen (romancen, balladen) hos de fleste europæiske folk den mest udviklede digtform og har haft en middelalderlig glanstid, med en vis grad af forbindelse mellem de forskellige folkeslags visesang. Folkeviseforskningen, der blev grundlagt af Svend Grundtvig og fortsat af amerikaneren Child og andre, har for en mængde enkelte viser påvist udbredelsen og omdannelserne i tidens løb, undertiden tillige hjemsted; således "Elverskud"-visen, der fra et hjemsted i det nordlige Frankrig har bredt sig over den romanske såvel som over den engelsk-nordiske verden. Visen om "Kong Valdemars Søster", der blev danset eller pisket til døde, som har udbredt sig fra Norden dels til England, dels til Tyskland og de vestligste slaver, og så videre. Derimod foreligger der ikke afgørende resultater om visedigtningens grundlæggelse og stil i hvert enkelt land, og i hvilket omfang der her er påvirkning fra det ene folk til det andet. Viserne vandrer dels umiddelbart fra mand til mand blandt dem, der taler samme eller nærbeslægtede sprog, dels oversættes eller omarbejdes de fra et fremmed sprog med større eller mindre tilpasning efter folkets sædvanlige digtning. Det første er naturligvis det letteste; derfor har folk med det samme sprog i det hele og store samme viseforråd: således bl.a. alle de nordiske folk, de fleste romanske folk .
Den nordiske folkevise omfatter fem folkeområder: rigest findes den i Danmark; nær hertil slutter sig Sverige, der i ældre tider nærmest er modtagende over for dansk visesang, men i tidens løb får en udviklet almueoverlevering og en lidt mere lyrisk stil; videre i Norge, der foruden det viseforråd, det har fælles med Danmark, skaber en ejendommelig digtning om kæmper og trolde. Nær til Norge slutter sig Færøerne, men med stærkere indflydelse fra sagalitteraturen. Endelig er Island væsentlig et gemmested for danske viser, idet folkets egne frembringelser nærmest er kunstpoesi (Rímur). Som eksempel på hvor stort fællesskabet er, kan anføres, at den største svenske visesamling indeholder 86 gamle viser, der på een nær alle genfindes i "Danmarks gamle Folkeviser". Ejendommeligt for den nordiske visedigtning er, at det lange fortællende digt tjener som dansevise, således som det endnu gør på Færøerne, indtil det 18. århundrede endnu gjorde på Island og enkelte steder i Danmark, som det ofte antydes i selve viserne. Den poetiske behandlingsmåde står de engelske folkeviser nærmest; den tyske visesang har afgivet en stor del stof til Norden, men lidet af sin stil; derimod spores der gennem engelsk indflydelse fra de korte franske elskovsviser i det 12. århundrede.
Nordens folkeviser udmærker sig ved rigdom — alene i Danmark er over 500 middelaldersviser bevaret — en stor del af dem, vistnok flertallet, er originale, og de fleste omarbejdelser tilførte ny mærkelige træk. Her findes en mærkelig række kæmpeviser, en forbavsende mangfoldighed af trylleviser og en enestående samling af gamle historiske viser, især fra Danmark for tiden 1150—1370. Den nordiske visedigtning skabes og bæres oppe, ikke af nogen spillemandsklasse eller af almuen, men (i Danmark) af en talrig jordejende og jorddyrkende adel, hvorfra den let fandt vej ud i bondestanden; i Norge og dets udlande vistnok helt af bonde- og borgerstanden. Adelens forkærlighed for denne digtning varede indtil det 17. århundrede Dette er en af grundene til, at den er blevet opbevaret fuldstændigere end noget andet lands: i talrige danske adelsvisebøger fra det 16. og 17. århundrede og et mindre antal af svenske, i udgaver af Anders Vedel: "100 Viser" (1591) og "Tragica" (1657) og Peder Syv: "200 Viser" (1695), i håndskrifter af islandske præster i det 17. århundrede, samt talrige indsamlinger fra det 19. århundredes begyndelse indtil mellemkrigstiden.
De engelske og skotske folkeviser slutter sig i meget til de nordiske: den samme krigerske og selvrådige adel møder i begge, personer og naturforhold giver den britiske digtning et endnu vildere præg end i nordisk. Viseformen er den samme to- eller firelinies strofe, undertiden med omkvæd bevaret; og i den ældste gruppe af viser (i to liners strofer) er størstedelen af stoffet fælles med Norden; dette gælder derimod kun langt svagere for den yngre engelske visedigtning. Den nordiske og engelske folkevise må have en fælles oprindelse, og fra først af har vel også denne været dansevise. De ældste opskrifter findes i et stort håndskrift fra det 17. århundrede, der danner grundlaget for Percy’s Reliques of ancient poetry (1763), der vakte interesse for folkeviser i Europa, og i sit hjemland fremkaldte en ivrig indsamling af mundtlig overlevering, især i Skotland. Senere udgivne i et ypperligt værk af F.J. Child, (English and scottish popular ballads, Boston 1882—98) med Svend Grundtvigs udgivelse til forbillede, oversat af Svend Grundtvig: "Engelske og skotske Folkeviser" (1864).
De tyske folkeviser er gennemgående korte og mere lyriske. De er væsentlig yngre end engelske og nordiske; deres tilblivelse falder mest i det 14. og især 15. århundrede; og de tilhører væsentlig folkets lavere klasser; mange af dem nævner sig som stammende fra ryttere, landsknægte og håndværkssvende. De ældre lag af visestof mangler næsten; en stor række af kæmpeviser har været til, i alt fald som "spillemands"-overlevering. Trylleviserne er få i tal og nærmest at betragte som en aflægger af slavisk folkesang; den historiske digtning er sen og af ringe værdi. Men mangelen på ældre kultur opvejes vel af dens almueagtige friskhed med en lyrisk inderlighed, ikke sjælden gående over i sentimentalitet. Digtningens form er strofisk, men mere mangfoldig end den nordiske og engelske vises (indflydelse fra kunstpoesi, minnesangerne). Vort kendskab til den tyske folkesang hviler væsentlig på optegnelser fra de sidste 100 år, men mange melodier er opskrevne og bearbejdede i Reformationen. På Norden (Danmark og Sverige) har den nordtyske og nederlandske visesang indvirket i middelalderens slutning, og i det 16. og 17. århundrede har den udgjort hele dens tilførsel.
Den franske eller rettere romanske folkevise omfatter fire sprog: nordfransk, sydfransk, norditaliensk og nordspansk (catalansk); den begrænses mod sydøst af italienerne, der har en i Europa enestående mangel på viser (men en rig folkelyrik), mod sydvest af Spanien med en egen folkedigtning, og mod nordvest af bretagnerne, der har stort stoffællesskab med franskmændene, men en ejendommelig, snart udførlig, snart springende fortællemåde. Den romanske folkevise er overleveret hos almuen og først opskrevet i slutningen af 1800-tallet og begyndelsen af 1900-tallet. Tiden for dens oprindelse (middelalderens glanstid eller dens slutning) er omstridt. Dens stil er kortfattet, springende ind i sit emne, og den har forkærlighed for stærke og blodige optrin. Af nordisk digtning har bondestandens overlevering modtaget større bidrag fra romansk digtning, adelsoverleveringen langt sparsommere. Et lille antal ældre franske viser er bevarede i middelalderens håndskrifter, især af erotisk indhold, korte og med et overvejende lyrisk element.
Spaniens folkevise er rigere udviklet med en heltedigtning (el Cid) og historisk digtning fra maurerkampene, med vandrende sangeres besyngelse af den karolingiske (franske) sagnkreds og med en egen, ofte religiøs og mirakuløs, omdannelse af det romanske visestof. Den ligner Danmarks i den fremtrædende rolle, som folkevisen spiller i folkets middelalderslitteratur, og i, at de er blevne bevarede gennem trykte samlinger.
Den slaviske folkevisedigtning er den rigeste eller i alt fald den alsidigste i Europa, skønt kun bevaret i folkemunde, indtil den optegnedes i det 19. århundrede. Den omfatter en hel gruppe af folkeslag, hvis viseforråd og visestil røber den gensidige påvirkning og har nået sit toppunkt hos russere og især hos serberne. Russerne har en heltesagnkreds omkring Vladimir, deres første kristne konge, og knyttet til den gamle hovedstad Kijev; den har fået sin skikkelse i det 13. århundrede, men er nu kun bevaret af de russiske bønder i Onega-egnen. Serberne fik, senere end noget andet europæisk folk, emne til en række glimrende heltesange i deres kampe med tyrkerne i det 14. århundredes sidste halvdel, knyttede til den landflygtige kongesøn Marko, bevarede til vore dage af røverhorderne, til dels også af vandrende sangere, der hos de slaviske folk udgør et eget lav med fast overlevering. Ved siden deraf trives en uhyre rig digtning af småviser, ofte i en mellemform af folkevise og ren lyrik.
Også de andre europæiske folk har deres folkevisedigtning: grækerne, hvor lyrikken (dødsklagerne) er mest fremtrædende; kelterne med uklare levninger af heltedigt; finnerne, hos hvem heltedigtet og tryllesangene er de mærkeligste frembringelser og så videre.
Ligesom eventyret står over folkesagnet i bevidst digterisk tilrettelægning, står visen atter over begge disse digtarter. Enten visen er enkeltmands værk eller forarbejdet af mange slægtled og af flere folkefærd, henhører den dog væsentlig under det bevidste liv, skildrer begivenheder, som sangerne kender dem, og optager overnaturlige forestillinger, som sangeren selv tror på. I modsætning hertil har smådigtningen (børnelegen, sanglegen og hyrdesangen) ofte et indhold, der kun halvt forstået tilegnes af hvert slægtled og derfor ofte gemmer på en svunden tidsalders minder, som vor tids forskere i nogle tilfælde har fremledt: børnene leger "Bro brille" uden at kende myten om den troldebyggede bro, hvor et menneske skal gives i offer; hyrden kalder (i Bohuslen) på Sokke-Tor (Oku-Thor), der skal holde jætterne borte fra hans køer og så videre. Hertil hører også trylleremser og alle gamle digtstumper, der kan bruges til trolddom.
Også gåderne hører i flere henseender hertil ved en slags simpelt metrisk form og ved at bevare de ældre slægters blik på naturen. ordsprog og talemåder står på overgang mellem folkedigtning (rytmisk form) og blotte sprogdannelser.

## Folketro og folkeskik
Folketroen omfatter hele almuens forestilling om højere magter og deres forhold til menneskelivet, herunder medregnet ofre til dem, maning af dem og så videre. Folkeskikken omfatter alle handlinger, der gøres (uden at man egentlig kan se deres hensigtsmæssighed), fordi man har set de ældre gøre således, og fordi det tros ikke at være godt at gøre anderledes. Men alle nyere undersøgelser viser, at disse hundreder af handlinger, der således foretages af vane, næsten altid bunder i folketro, som er uddød på den enkelte egn, men genfindes levende og forståelig andetsteds. Den jyske bonde nedgraver en hugorm eller kat ved sin tærskel til værn mod troldtøj, uden at han tænker på den gamle opfattelse, at den således bundne dyresjæl bliver til en fylgje eller "vare", der holder alle fjender fra stedet. Almuesmanden gør sine forfædres gerninger efter, halvt forståede eller slet ikke forståede, men med stærk hang til alt, der føles som hørende ind under forholdet til højere magter. Det klassiske eksempel er en skik i Ørsted Kirke på Sjælland: alle, der havde været ved alteret og ofret, bøjede hovedet på et bestemt sted, men ingen vidste hvorfor; så blev kirken engang istandsat, kalken banket af, og der viste sig et Mariabillede: det var for det, man havde bøjet sig, og man var vedblevet i århundreder, efter at billedet var forsvundet.
Dengang Jakob Grimm i det 19. århundredes begyndelse fremdrog almuens tro og skik, var det nærmest som surrogat for de egentlige mytologiske kildeskrifter, og den forklaredes derfor ud fra dem; men i tidens løb ændredes denne opfattelse. Navnlig omkring det 19. århundredes midte trængte den tanke frem (Schwartz: "Die heutige Volksglaube" [1850]), at folketroen indeholdt en simplere og oprindeligere skikkelse af de samme forestillinger, der mødte i de skrevne mindesmærker i en præstelig eller poetisk mere udviklet tilstand — en tanke, der da gav anledning til mange umodne forklaringer og fantasterier. Alt imedens fortsattes og udvidedes den flittige sammenstilling af skikke og trosforestillinger (ligesom af eventyr og viser); typisk for denne retning er belgieren Felix Liebrecht med sit samlerværk "Zur Volkskunde". Det var et slægtled af bibliotekarer, der stræbte at bogføre det uhyre stof, der efterhånden blev tilgængeligt fra europæiske, fra asiatiske og fra vilde folkeslag. Den klarende og ordnende tanke kom udefra, fra de etnografiske og antropologiske studier, der groede mægtig op med Darwins udviklingsteori til rygstød. Englænderen Tylor fremsatte teorien klart udformet (Primitive Culture [1871]): alle disse forestillinger, der hos nutidens almue er urimelighed og overtro, hører hos folkeslag, der står på lave kulturtrin, med til deres måde at opfatte naturen på: i forestillingen om besjæling af alt, hvad der rører sig, og i sjælenes liv efter døden og deres indflydelse på de efterlevende har man fælles hovedpunkter i alle folkeslags tro. Selv tryllekunster har engang været naturlige, passende med den hele naturbetragtning; at visse dyrs kød gav styrke og vildhed, andres derimod svaghed, er naturlig tanke for visse kulturtrin, og at mishandling af et menneskes billede indvirker på mennesket selv, er en analogislutning af den slags, som vilde folk gerne tillader sig. Alt dette — slutter man da — er de fælles levninger fra hele menneskehedens ældste tid; men de genfindes i spredte træk under en højere civilisation, snart i folketro, snart i skikke, i gudemyter, i eventyr, i børnelege og så videre. Af andre forskere, først og fremmest af Andrew Lang, er denne opfattelse udformet nærmere: alt, hvad der i eventyr, i myter strider mod naturkundskab eller retsfølelse på fortællerens tid — det "irrationelle moment" — er "levn" (survival) af en ældre kultur. Tanken føres videre, så at hele folkedigtningen opfattes som forsøg på at forklare disse ældgamle, nedarvede forestillinger, og således, at man af hvert enkelt lands eventyr og skikke søger at fremstille dets familieliv, retsforhold, religion i en forhistorisk tid — sikkert dog med miskendelse af folketroens vandringer og af alle kulturtræks evne til at udbrede sig ved lån eller efterligning. Men trods disse svagheder har denne retning haft en uhyre betydning for mytologi og folketro. Det første større værk, der behandler tysk og nordisk folketro ud fra den engelske skoles opfattelse, er Mannhardt: "Baumkultus der Germanen" (1875).

## Historie
Folkemindeforskningen udvikledes i 1800-tallet dels som følge af tidens politiske begivenheder (tabet af rigsfællesskabet med Norge i 1814 og med Slesvig, Holsten og Lauenborg i 1864), dels som følge af tidens teknologiske fornyelser (industrialiseringen), hvor de folkelige, håndværks- og husflidstraditioner blev afløst af industrielt fremstillede og standardiserede redskaber, klæder og bohave. Folkemindeforskningen kan opfattes som et led i bestræbelserne på at finde en ny selvforståelse og samtidig som en indsamling af oplysninger om levemåder, som man erkendte ville forsvinde i en forudsigelig (nær) fremtid.

## Folkemindeforskningen i Danmark
I Danmark var Svend Grundtvig den første, der brugte begrebet folkeminde, inspireret af det svenske folkminne. Axel Olrik var med til at grundlægge Dansk Folkemindesamling i 1904.

## Kendte folkemindesamlere
- Peder Syv
- Evald Tang Kristensen
- H.P. Hansen